# Juggernaut: Omega
Albums de Periphery
Juggernaut: Alpha
(2015) Periphery III: Select Difficulty
(2016)
Juggernaut: Omega est le quatrième album du groupe de metal progressif américain Periphery, sorti le 27 janvier 2015 sous les labels Sumerian Records et Century Media Records. C'est la seconde partie d'un double album, la première étant Juggernaut: Alpha.

## Liste des titres
| 1.    | Reprise         | 1:25  |
| 2.    | The Bad Thing   | 5:54  |
| 3.    | Priestess       | 5:04  |
| 4.    | Graveless       | 3:56  |
| 5.    | Hell Below      | 3:43  |
| 6.    | Omega           | 11:44 |
| 7.    | Stranger Things | 7:35  |
| 39:21 |                 |       |